# Aplonobia eurotiae
Aplonobia eurotiae är en spindeldjursart som först beskrevs av P. Mitrofanov och Strunkova 1975.  Aplonobia eurotiae ingår i släktet Aplonobia och familjen Tetranychidae. Inga underarter finns listade i Catalogue of Life.